# Carl Gottlieb Svarez

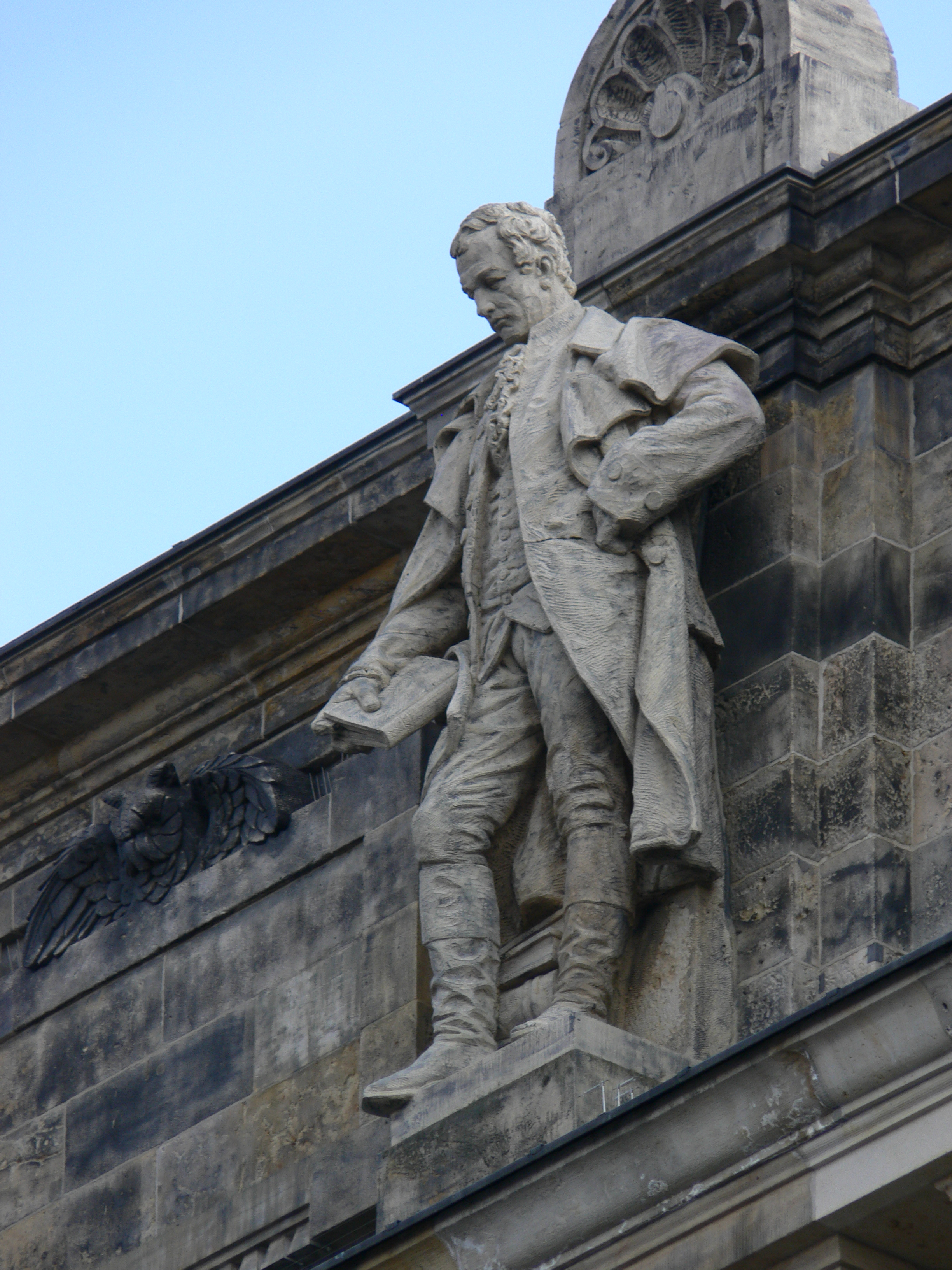
Staty av Svarez på fasaden till Reichsgerichtsgebäude i Leipzig.

Carl Gottlieb Svarez (även Suarez, ursprungligen Schwartz), född 27 februari 1746 i Schweidnitz, död 14 maj 1798 i Berlin, var en tysk jurist. 
Svarez verkade efter universitetsstudier i Frankfurt an der Oder som dugande ämbetsman omkring 14 år i Breslau, kallades 1780 till Berlin av Fredrik II:s justitieminister Johann Heinrich von Carmer och deltog under sin återstående livstid på ett framstående sätt i lagstiftningsarbetet, sedan 1787 som Geheimer Oberjustizrat och Obertribunalsrat. Både den preussiska processlagen ("Allgemeine Gerichtsordnung") 1793 och allmänna lagen ("Allgemeines Landrecht") 1794 anses sålunda till väsentlig del vara hans verk. Hans minne har också mycket hedrats, bland annat genom en av Adolf Stölzel 1885 utgiven levnadsteckning, liksom med en 1896 i Breslau rest staty.